# Бирманская дорога

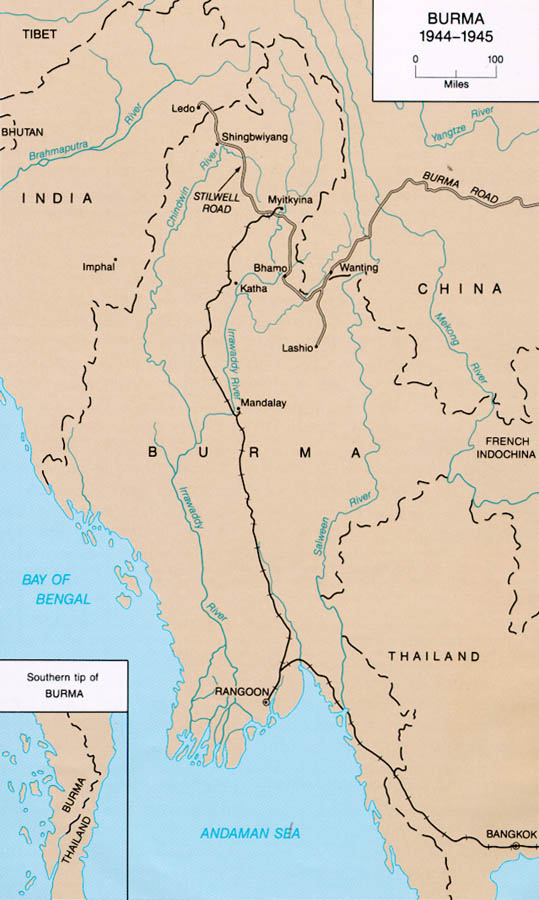
Бирманская дорога и дорога Ледо в 1944 году.

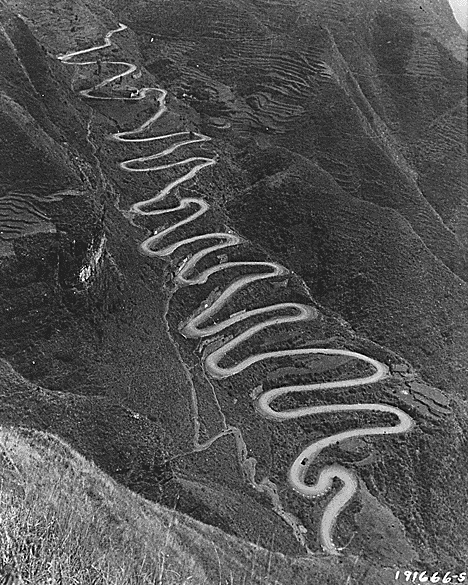
Бирманская дорога и дорога Ледо.

Бирманская дорога — дорога, соединяющая Мьянму с юго-западом Китая. Расположена между городами Куньмин (Китай) и Лашо (Мьянма). В ходе Второй мировой войны Бирманская дорога являлась основным маршрутом поставок американской помощи блокированному Китаю. Желание прекратить поставки по этой дороге стало одной из причин оккупации Бирмы Японией в 1942 году.
Дорога длиной 1154 км проходит по крутым горам. В строительстве участка от Куньмина до границы с Бирмой участвовало около 200 000 китайских и бирманских рабочих. Сооружение дороги велось во время Японо-китайской войны в период с 1937 по 1938 год, после того, как  Япония оккупировала побережья Китая, сделав невозможными поставки помощи Китаю напрямую. Три года дорога была жизненно важным путём из Китая во внешний мир, суммарно по ней было перевезено 650 тыс. т военных грузов. Грузы доставлялись по морю в Рангун (ныне — Янгон), затем по железной дороге в Лашо, а оттуда отправлялись в Китай через пограничный переход Пансхайн — Вандинг, близ города Мусхэ. Далее дорога шла ещё ок. 800 км. по аграрным районам провинции Юннань до Куньмина.
18 июля 1940 года Великобритания на 3 месяца прекратила эксплуатацию дороги под дипломатическим давлением Японии.
В апреле 1942 года Япония захватила Бирму, что заставило Союзников организовать переброску грузов по воздуху через восточные отроги Гималаев (путь "Через Хребет" - "over The Hump"), что было смертельно опасно и не отвечало имеющимся задачам. Такое положение дел привело к тому, что и командующий американскими войсками на китайско-бирманско-индийском театре генерал Джозеф Стилвелл приложил недюжинные усилия для постройки дороги Ледо от индийского города Ассам до Бирманской дороги.
В конце 1944 года Союзники вернули контроль, что позволило соединить дорогу Ледо со старой Бирманской дорогой в Вандинге (Юннань). Первые конвои по этому маршруту достигли китайской границы 28 января 1945 года, и прибыли в Куньмин 2 февраля 1945. При перевозке грузов и воздушных боях над Бирманской дорогой союзными силами было потеряно более 600 самолётов и 1000 человек.
После окончания Второй мировой войны Бирманская дорога потеряла своё значение, однако осталась в рабочем состоянии и сейчас под названием «национальное шоссе 320» соединяет города Чунцин и Янгон.

## В произведениях искусства
- Бирманский конвой (Burma Convoy), фильм 1941 года[5].
- Янки на Бирманской дороге (A Yank on the Burma Road), фильм 1942 года[6].
- Бомбы над Бирмой (Bombs over Burma), фильм 1942 года[7].
- Цель - Бирма! (Objective, Burma!), фильм 1945 года.
- Сооружение дороги также освещено в фильме 1944 года "Битва за Китай" (The Battle of China), шестом фильме пропагандистской серии фильмов "Почему мы сражаемся".